# Shizuki Fujisawa
Shizuki Fujisawa (japanisch 藤沢 志月 Fujisawa Shizuki; * 23. September) ist eine japanische Mangaka. Mehrere ihrer Geschichten wurden ins Deutsche übersetzt und die Serie Yuzuki-san Chi no Yon-Kyōdai als Anime adaptiert.

## Werdegang und Werk
Alle Werke von Fujisawa richten sich an jugendliche Mädchen (Shōjo) und sind in entsprechenden Magazinen erschienen. Meist handelt es sich um romantische Geschichten und Komödien, die im Alltag angesiedelt sind. Der erste Manga von Fujisawa war Tennen-kei Ōji aus den Jahren 2005 und 2006. Er erzählt von der Masafumi, die in einer großen, armen Familie lebt, und Masafumi, dem Spross einer reichen Familie. Es folgten mehrere weitere kurze Serien. Mit Together young erschien dann ab 2008 erstmals eine längere Serie, die bis 2011 acht Bände erreichte und ab 2013 bei Egmont Manga auch auf Deutsch erschien. Der Manga dreht sich um ein Mädchen, das bei ihrer alleinerziehenden Mutter lebt, und ihren zurückgekehrten Sandkastenfreund. In Japan verkauften sich die Bände jeweils über 40.000 Mal. Auch die 2014 bis 2018 erschienene Serie Hatsu Haru – Wirbelwind der Gefühle wurde ins Deutsche übersetzt, nun für Tokyopop. Sie erzählt von einem Schürzenjäger, dem eine Mitschülerin seine Grenzen aufzeigt und in die er sich dann erstmals richtig verliebt. Die danach gestartete Mangaserie Yuzuki-san Chi no Yon-Kyōdai wurde 2023 als Anime-Fernsehserie umgesetzt. Sie dreht sich um vier Brüder, die nach dem Tod ihrer Eltern ohne Vormund gemeinsam in einem Haushalt leben. 

## Bibliografie (Auswahl)
- Tennen-kei Ōji (天然系☆王子, 2005–2006, 1 Band)
- Koi Koi Country Road (恋々カントリーロード, 2006, 1 Band)
- Harem Lodge (ハーレム☆ロッジ, 2006–2007, 2 Bände)
- Love Fighter (ラブファイター！, 2008, 2 Bände)
- Together young (キミのとなりで青春中。 Kimi no Tonari de Seishunchū., 2008–2011, 8 Bände)
- Seifuku de, Koi. (制服で、恋。, 2011, 1 Band)
- Boku to Kimi to de Niji ni Naru (僕と君とで 虹になる, 2011–2013, 5 Bände)
- Kanojo wa Mada Koi o Shiranai (彼女はまだ恋を知らない, 2013–2014, 5 Bände)
- Hatsu Haru – Wirbelwind der Gefühle (ハツ*ハル Hatsu Haru, 2014–2018, 13 Bände)
- Yuzuki-san Chi no Yon-Kyōdai (柚木さんちの四兄弟。, seit 2018, 16 Bände)
- Chōzetsu Kataomoi High Spec Yoshida (超絶片思いハイスペック吉田, seit 2020, 4 Bände)